# 第一代道丁男爵休·道丁
休·卡思沃特·雷明希爾·道丁（英語：Hugh Caswall Tremenheere Dowding，1882年4月24日—1970年2月15日）英國皇家空軍上將。受教於伍爾威奇皇家軍事學院和參謀學院。原為陸軍炮兵軍官，1915年學習飛行，轉入英國皇家飛行隊，第一次世界大戰中任飛行中隊長率部在法國作戰。曾任約旦、巴基斯坦地區英軍空軍司令。1936年任英國皇家空軍戰鬥機司令，任職時專注研製雷達和颶風式戰鬥機。最出名的戰役，是在第二次世界大戰中的不列顛空戰，指揮英國皇家空軍對抗德國納粹空軍，破壞了希特勒入侵英國的計劃，1943年受封男爵。

## 生平
1918年4月英國皇家空軍建立後留在空軍，曾在英國和伊拉克歷任指揮、參謀和教官，領准將銜。
1930年起為空軍委員會委員。
1936年出任英國皇家空軍戰鬥機司令部司令，翌年晉陞為空軍上將。重視空軍的研究和發展工作，推進雷達以及噴火式和颶風式戰鬥機的發展。第二次世界大戰初期，在不列顛之戰中以正確的戰略戰術指揮空戰，保持了英倫上空的制空權，並粉碎了德國的戰略意圖。
1940年11月去職。後曾以英國飛機生產大臣代表的身份出使美國。
1942年退休，翌年受封男爵。